# Водно пипериче
Обикновеното или водно пипериче (Persicaria hydropiper, син. Polygonum hydropiper), е едногодишно тревисто растение от семейство Лападови. Водното пипериче е широко разпространен вид в Австралия, Нова Зеландия, умерена Азия, Европа и Северна Америка. В България е включено в списъка на лечебните растения съгласно Закона за лечебните растения.

## Местообитание
Растението расте във влажни места и плитки води.

## Описание
Водното пипериче има изправено зелено стъбло, срещат се и видове с червеникав цвят. На височина достига до около 60 см. Листата са последователни, цветовете са дребни, зеленикаво-розови, събрани във връхни, класовидни съцветия.

## Приложение
Водното пипериче има кръвоспиращо и капиляроукрепващо действие. Освен това билката повишава кръвното налягане.

## Химичен състав
Билката съдържа около 2,5% флавоноиди, като преобладават рутин, кверцетин, хиперозид, рамназин и др. Съдържат се още дъбилни вещества, витамин К, С и Е, както и сесквитерпени.